# Genny Gleizer
Genny Gleizer (Hotin, 10 de novembro de 1916 — Nova York, 22 de julho de 1999) foi uma psicóloga judia de origem romena. Presa ainda menor de idade, torturada e deportada do Brasil em 12 de outubro de 1935 por meio de decreto do então presidente Getúlio Vargas, sendo acusada de supostas atividades subversivas em meio a instabilidade política e antissemitismo que aconteciam no país. Irmã da antropóloga Berta Ribeiro.
Genny e sua irmã Berta foram abandonadas ainda crianças numa pequena província do Leste Europeu após o suicídio da mãe, pois seu pai já se encontrava no Brasil em busca de oportunidades de trabalho devido à perseguição antissemita que os judeus estavam sofrendo na região da Bessarábia. Somente com a ajuda de uma organização internacional é que as duas conseguiram reencontrá-lo em 1932.
Alguns anos depois, Genny e o pai são presos e deportados na época em que o Brasil passava por intensa repressão política aos imigrantes judeus no início da ditadura Vargas. A prisão de Genny serviu como modelo para as futuras ações repressivas do governo brasileiro, a partir da reestruturação da polícia política, que passava a agir baseada na Lei de Segurança Nacional de 1935. E, pela primeira vez no país, registrou-se o envolvimento da população em prol da libertação de um preso político, sendo então precursora das campanhas pelos direitos humanos no Brasil.

## Biografia

### Família e primeiros anos
Genny Gleizer nasceu no ano de 1916 em Hotin (atualmente na Ucrânia), região romena da Bessarábia. Filha de Rosa Sadovinic Gleizer e Motel Gleizer. Seu pai deixou a Bessarábia em julho de 1929 imigrando para o Brasil na busca por melhores condições de sobrevivência, pois a situação era precária devido as graves restrições que os judeus no país vinham sofrendo com o aumento do antissemitismo, a ascensão de movimentos fascistas cristãos e também dos ataques pogroms no território. Não podendo mandar buscar sua família de imediato, nem mandar-lhe o necessário para viver, Motel foi surpreendido com a notícia do suicídio de Rosa, pois ela não suportara a vida miserável. Suas duas filhas ficaram abandonadas sem família, sem teto e sem comida. Foi por intermédio da Jewish Colonization Association (JCA), uma organização internacional que fornecia aos judeus meios para emigrarem e também pela intercessão do rabino Raffalovich, que trouxeram as meninas para o Brasil. Genny (às vezes, escrito Jenny) chega ao Rio de Janeiro como imigrante, aos quatorze anos de idade na companhia da irmã Berta de oito anos em 1932, e sendo os três muito 
pobres, dividiam um quarto na Rua do Riachuelo. Seu pai trabalhava como comerciante nos arredores da Praça XI, reduto da comunidade judaica na época. Um ano e meio após sua chegada ao Brasil, Genny já dominava a língua portuguesa e também trabalhava, e em 1934 vai para São Paulo, passando a morar em quartos alugados, trabalhando como tecelã em uma fábrica de tecidos e depois em um escritório.

### Prisão, deportação e morte
Em 11 de julho de 1935 a Aliança Nacional Libertadora foi proibida pelo governo brasileiro, ato que teve por base a Lei de Segurança Nacional, aprovada em março daquele mesmo ano e o país estava sob a égide da Constituição liberal de 1934. Nesse período de instabilidade política, os imigrantes judeus passaram a ser vistos negativamente por parte de setores da elite brasileira, em aspectos relativos à religião e à economia, além de político-ideológicos. Práticas antissemitas e xenófobas se manifestaram: atitudes de intimidação, perseguição política, prisões, torturas e deportações, sob o pretexto — verdadeiro ou não —, de práticas comunistas, além da proibição da entrada de novos imigrantes no país. Assim, "comunista" tornou-se um estereótipo de senso comum para se referir aos judeus e demais estrangeiros que viviam no Brasil.
Nesse contexto, em 15 de julho de 1935, uma expressiva reunião de jovens, visando preparar o I Congresso da Juventude Proletária e Estudantil de São Paulo, realizada pelo Sindicato dos Empregados do Comércio no Palacete Santa Helena, foi dissolvida violentamente pela polícia política. Todos os participantes foram presos e posteriormente soltos, menos a judia Genny Gleizer — sendo ainda menor de idade com dezessete anos —, por supostas atividades subversivas. Seu paradeiro permanecia um mistério, assim seu pai liderou uma busca em jornais e revistas com a frase: "Onde está Genny?" e apesar das suas indagações e da sociedade, a polícia insistia em negar a sua prisão. Àquela altura, Motel Gleizer peregrinava atrás de autoridades e advogados que pudessem indicar o paradeiro da filha, e a polícia política, que desobedecendo um habeas corpus impetrado a favor de Genny, escondeu a jovem da justiça e da imprensa a transferindo de prisão em prisão, entre São Paulo e Rio de Janeiro, para despistar o público e evitar os processos visando a soltá-la até que a ordem de expulsão do país fosse outorgada e cumprida.
Mas em 18 de agosto de 1935, o jornalista Danton Gomes do Correio Popular descobriu que Genny estava presa numa das celas da cadeia pública de Campinas e conseguiu fazer a primeira entrevista com ela: — "Ah! o senhor é repórter? Então me faça a caridade de dizer que estou presa aqui. Hoje estive lendo nos jornais que todos me procuram, mas ignoram o meu paradeiro". Dez dias após Genny ter sido descoberta em Campinas, o delegado da ordem política de São Paulo, Egas Botelho, afirmou em entrevista que ela teria sido solta e estava desaparecida. No entanto, a jovem já havia sido transferida para a Central de Polícia do Rio de Janeiro numa operação sigilosa e logo retornaria a São Paulo. Nesse curto período de tempo, ela estivera em oito cativeiros diferentes sofrendo todo tipo de intimidação e maus-tratos, nem o próprio pai conseguia vê-la.
A pressão popular aumentou quando o governo decidiu deportá-la para a Romênia, país alinhado com os ideais fascistas e antissemitas. Seu drama ficou conhecido na época como o Caso Genny Gleizer. Abaixo-assinados de intelectuais e de associações foram encaminhados à polícia em defesa dos direitos de cidadania da jovem, iniciando uma grande campanha pela sua libertação, onde jornais antifascistas davam matérias defendendo sua liberdade e atos públicos foram realizados, causando grande comoção no país. Inúmeros jovens se ofereceram para casar com Genny para salvá-la da expulsão, pois estrangeiras casadas com brasileiros, não podiam ser deportadas. Entre eles estaria Paulo Emílio Sales Gomes, futuro crítico de cinema.
Nesse cenário, diante da comprovação de sua prisão, as autoridades deram suas primeiras versões sobre o caso e os órgãos de repressão e setores conservadores da imprensa buscaram apresentá-la como uma "perigosa agente do comunismo internacional" e que as provas apreendidas a incriminavam. No prontuário policial de Genny, lhe foram atribuídos
dezenove anos de idade e continha "provas de suas ideias e comportamentos subversivos" sendo testemunhos de seu status de “estrangeira indesejável”, demonstrando a preocupação da polícia política em deixar claramente registrada também nos pronunciamentos junto à grande imprensa sensacionalista a sua identidade judaica — a tratando com extremo preconceito, e a sua periculosidade — por também ser uma mulher jovem e "comunista". Mas de acordo com o sociólogo Túlio Khan, as acusações feitas pela polícia política não procediam, pois nada da atuação da jovem junto ao Partido Comunista Brasileiro (PCB) e tampouco os documentos reunidos pelo Departamento de Ordem Política e Social (DOPS) para incriminá-la, comprovaram que ela fosse pertencente a organização. A relevância dada pela polícia ao papel dela junto ao PCB, era uma tentativa de conter as manifestações favoráveis a sua libertação. No cárcere, a jovem sofreu violências físicas, sexuais e psicológicas.
Depois de três meses de prisão, às vésperas da expulsão, o jornalista de A Platea, Arthur Piccinini, se casa por procuração com Genny, mas essa última tentativa de retê-la em território  brasileiro foi em vão e ela é deportada na madrugada de 12 de outubro de 1935 via Porto de Santos no cargueiro francês Aurigny para ser entregue ao governo fascista da Romênia, condição que significaria pena de morte. O então presidente Getúlio Vargas já havia assinado a resolução determinando a expulsão da menor do território nacional em 21 de agosto de 1935, por ser considerada "elemento perigoso à ordem pública e nociva aos interesses do país", — uma expressão de mentalidade fascista — e portanto, antes da realização do casamento com Piccinini, sendo que o mesmo permaneceu casado com Genny por mais onze anos, separando-se legalmente dela apenas em 1946.
Porém, graças à intervenção do capitão  e da tripulação do navio que a conduziam e dos portuários franceses, Genny pôde ser resgatada por membros do Socorro Vermelho Internacional quando aportaram na França, dando-lhe a liberdade e um local onde se abrigasse em Paris. Posteriormente, viveu na Rússia e no Peru, e ao passar pela Venezuela, casou-se com um boliviano, adotando o nome de Jenny Simoza e com quem teve uma filha de nome Reneé Simoza em 1942.
Após a Segunda Guerra Mundial, teria conseguido emigrar e se estabelecer nos Estados Unidos, morando em Nova York. Formou-se em psicologia, trabalhando em um hospital. Passou a viver em reclusão após o falecimento da filha em 1990. Jenny faleceu de causas naturais em 22 de julho de 1999.

## Vítimas do fascismo
| “                      | Se você quiser acreditar em mim, acredite. Fui a primeira vítima do fascismo [no Brasil]! | ” |
| — Jenny em entrevista, |                                                                                           |   |

Em entrevista à pesquisadora Eva Alterman Blay realizada em 23 de agosto de 1982, já com o nome de Jenny Simoza, ela explicou que não tinha nada a ver com política, que foi vítima do acaso. Como eram só ela, o pai e a irmã muito pequena, trabalhava, mas queria muito estudar e com esse pensamento foi se encontrar com um rapaz que a ajudaria. Como ele não apareceu e havia uma reunião em um salão próximo, entrou para procurá-lo, quando de repente fecharam as portas e prenderam todos que lá se encontravam. Mesmo tentando explicar que não tinha culpa, foi presa e jogada em um porão junto com prostitutas e depois com assassinos. Ficou incomunicável por muito tempo, sofrendo torturas físicas e psicológicas, até ser deportada. Seu caso serviu como modelo para as futuras ações repressivas do governo Vargas, a partir da reestruturação da polícia política, que passava a agir baseada na recém promulgada Lei de Segurança Nacional de 1935, suprimindo cada vez mais os espaços possíveis de contestação da ordem vigente.
Três meses depois da expulsão de Genny, no início de 1936 — auge da repressão aos imigrantes no Brasil —, a polícia política invade um centro cultural de trabalhadores judeus onde funcionava a redação do semanário Der Unhoib (O Começo), buscando e prendendo os estrangeiros que lá se encontravam, sendo a maioria deportada juntamente com seu pai à bordo do navio Bagé em 16 de abril de 1936. Assim como Genny, Motel Gleizer teria sido resgatado na França junto a outros imigrantes expulsos do país e posteriormente, foi morto em um campo de concentração.
Sua irmã Berta ficou órfã e sozinha no país, então passou a ser cuidada por famílias de imigrantes judeus entre o Rio de Janeiro e São Paulo, sob a tutela do Partido Comunista Brasileiro, se casando posteriormente com o jovem antropólogo Darcy Ribeiro em 1948. Genny voltou a vê-la algumas vezes anos mais tarde e sempre lhe escrevia cartas.

## Homenagens
Gleizer foi posteriormente alçada a heroína das classes populares e como exemplo para os jovens estudantes no país. Após sua deportação, no dia 4 de novembro de 1935, foi noticiada a mobilização de jovens do Pará para a  Campanha dos 50%, que pleiteava a redução dos custos de transporte e entretenimento para os estudantes. Na ocasião, seu nome foi lembrado, como o de uma "autêntica heroína da juventude brasileira".
Já em 11 de novembro de 1935, foi noticiado pelo jornal A Manhã que os trabalhos para a instalação do 1º Congresso da Juventude em Minas Gerais haviam sido reiniciados e que sua delegação, adotara o nome de Genny Gleizer em homenagem à jovem judia.

## Legado
O Caso Genny Gleizer, foi precursor das campanhas pelos direitos humanos no Brasil, pois pela primeira vez no país, registrou-se o envolvimento da sociedade civil em prol da libertação de um preso político e em nome dos direitos do cidadão.